# Мерием Узерли
Мерием Узерли (на турски: Meryem Uzerli) е турско-германска актриса и модел. Най-известните ѝ роли са в образите на Хюрем Султан в сериала „Великолепният век“ и на Селин в сериала „Кралица на нощта“.

## Ранен живот
Мерием Узерли е родена на 12 август 1983 г. в Германия. Баща ѝ, Хюсеин, е турчин, а майка ѝ, Урсула, която също е актриса, е германка. Тя почита две различни култури, като доказателство за това са жилищата ѝ в Берлин и Истанбул. Родният ѝ език е немски, но говори и английски. Тя има двама по-големи братя и една сестра, Джанан, която е джаз музикантка. В „Freie Waldorf School“ в Касел артистичният ѝ талант е подкрепян от множество театрални проекти. От 2000 до 2003 година тя учи актьорско майсторство в „Schauspielstudio Frese“ в Хамбург.

## Личен живот
След като напусна Турция, тя обявява, че се е разделила с приятеля си, Джан Атеш, след като научава, че ѝ е изневерявал. Тя каза, че е бременна и иска да роди детето си. На 10 февруари 2014 г. тя ражда момиченце на име Лара.
Носят се слухове, че Мерием има връзка с колегата си от „Великолепния век“ Озан Гювен, но по-късно Узерли пише, че това не е вярно.
В края на 2014 г. Узерли получава покана от богато семейство за събитие в Близкия изток, предлагайки ѝ 500 000 евро, за да присъства на специална вечеря. Тя им отговаря: „Аз обикновено не приемам такива покани, но ако дарят парите на три турски сдружения за деца в нужда, ще дойда.“. Домакините на събитието са отговорили: „Тогава ще дадем повече пари.“. Тя присъства на вечерята през декември 2014 г. На 11 януари 2021 г. става майка за втори път на момиче.

## Кариера
След като се дипломира, тя взима участие в няколко немски продукции. Най-известната ѝ роля е тази на Хюррем Султан в историческия телевизионен сериал „Великолепният век“. През 2010 г., след осем месечно търсене на най-добрата актриса за тази роля, Мерал Окай, сценаристът и продуцентът на предаването, избира Мерием. За избора, тя казва: „Бях поканена на кастинг в Турция, докато един ден телефонът ми звънна и аз започнах да живея в Истанбул на пълно работно време“. Мерием споделя главната роля с Халит Ергенч, Небахат Чехре, Окан Ялабък, Нур Фетахоолу и Селма Ергеч. Узерли печели по 350 милиона фена на седмица чрез главната роля в сериала, който се излъчва в над 50 страни. В рамките на две години тя получава множество награди за изключителна актьорска игра. Тя печели наградата „Най-добра актриса“ през 2012 г. Мерием също е и модел и се появява в много реклами на Elle, Marie Claire, InStyle, Elidor,.
В края на 2014 г. беше обявено, че Узерли ще се върне в сериала след едногодишна пауза с нов мениджмънт и ТВ проект, след сключването на договор с 03, турската продуцентска компания на най-големия телевизионен канал на арабския свят, MBC. За да отбележи завръщането на Узерли, Луи Вюитон и турското издание на списание Elle, посвещават 12 страница от списанието на актрисата, която е снимана сред исторически забележителности като Берлинската Катедрала и Siegessäule. Планирана е голяма пресконференция с Мерием в Дубай, където тя трябва да представи новия си проект. Но вместо да отиде в Дубай, тя заминава за Истанбул с малка група от членовете на пресата. Тя все още живее в Берлин, но планира да се премести в Истанбул. Узерли живееше в един хотел в продължение на две години по време на снимките на сериала „Великолепният век“. През декември 2014 г. Star TV пуска видео и снимка на актрисата и я въвежда като една от актрисите на канала през 2015 г. Преди това тя бе публикувала снимка на себе си по време на снимането в студиото на Star TV. За бъдещето си тя казва: „Аз се опитвам да построя моя международен успех в рамките на всяка индустрия, където участниците се зачитат като артисти и където мога да намеря невероятни скриптове, които ми позволяват да се ровя в една история, която оставя „тук и сега“ след себе си“.
През март 2015 г. е обявено, че Мерием ще си партнира с Мурат Йълдъръм в новия си телевизионен проект, „Кралицата на нощта“, който е режисиран от режисьорите на „Великолепният век“. Някои от сцените в сериала са снимани в Кан, Франция, а по-късно и Ризе, Турция. Премиерата на сериала е през януари 2016 г., но той завършва след 15 епизода заради лошите рейтинги. Узерли също взема участие във филма „Майчина рана“, чиято премиера е през февруари 2016 г.

## Филмография

### Филми
| Година | Заглавие                       | Роля        |
| ------ | ------------------------------ | ----------- |
| 2008   | Jetzt vorbei                   | -           |
| 2009   | Das total verrückte Wochenende | -           |
| 2009   | Wiedergeburt                   | -           |
| 2009   | The Line                       | Ана         |
| 2009   | Schulterblick                  | -           |
| 2009   | Lauf um deine Liebe            | -           |
| 2009   | LUME                           | -           |
| 2009   | Sterne über dem Eis            | студентка   |
| 2010   | Journey of No Return           | стюардеса   |
| 2010   | Das ist ja das Leben selbst    | говорителка |
| 2010   | The Dark Chest of Wonders      | -           |
| 2010   | Urbane Dater                   | -           |
| 2010   | Lover's Guide                  | Мара        |
| 2016   | Майчина рана                   | Мария       |

### Телевизия
| Година    | Заглавие                        | Роля          |
| --------- | ------------------------------- | ------------- |
| 2008      | Ein total verrücktes Wochenende | -             |
| 2008      | Inga Lindström                  | Брита         |
| 2009      | Hayat                           | -             |
| 2010      | Der Staatsanwalt                | -             |
| 2010      | Notruf Hafenkante               | -             |
| 2010      | Ein Fall für zwei               | -             |
| 2010      | Jetzt aber Ballett              | Саша Китано   |
| 2010      | WALF: We All Love Football      | Лена          |
| 2011-2013 | Великолепният век               | Хюррем Султан |
| 2016      | Кралица на нощта                | Селин         |

## Награди и номинации
| Година | Награда                                                | Категория                              | Проект                  | Резултат   |
| ------ | ------------------------------------------------------ | -------------------------------------- | ----------------------- | ---------- |
| 2010   | 47th International Antalya Golden Orange Film Festival | Special Jury Prize                     | Пътешествие без връщане | Печели     |
| 2011   | 24th Tüketici Academy Award                            | Best Female Lead                       | Великолепният век       | Печели     |
| 2011   | Silver Horse Award                                     | Best Actress                           | Великолепният век       | Печели     |
| 2011   | TV Stars Award                                         | Best Actress                           | Великолепният век       | Печели     |
| 2011   | 38th Golden Butterfly Award                            | Special Prize                          | Великолепният век       | Печели     |
| 2011   | Marmara University                                     | Best Actress                           | Великолепният век       | Печели     |
| 2011   | TV Oscars                                              | Best Actress                           | Великолепният век       | Печели     |
| 2011   | 2nd AyakliGazete.com Awards                            | Best Actress                           | Великолепният век       | Печели     |
| 2011   | Turkish Antalya Television Award                       | Best Drama Actress                     | Великолепният век       | Номинирана |
| 2012   | Turkey GQ Awards                                       | Woman of the Year                      |                         | Печели     |
| 2012   | 39th Golden Butterfly Award                            | Best Actress                           | Великолепният век       | Печели     |
| 2012   | Galatasaray University                                 | Best Film and Serial Actress           | Великолепният век       | Печели     |
| 2012   | Istanbul Kültür University                             | Best Drama Series Actress              | Великолепният век       | Печели     |
| 2012   | Golden MDG Award                                       | Best Drama Lead Turkey                 | Великолепният век       | Печели     |
| 2012   | Magazinci.com Honorary Awards                          | Best Actress                           | Великолепният век       | Печели     |
| 2012   | Magazine Journalists Association                       | Best Actress of the Year               | Великолепният век       | Печели     |
| 2012   | Yıldız Technical University                            | Most Popular Series Actress            | Великолепният век       | Печели     |
| 2012   | 3rd AyakliGazete.com Awards                            | Best Actress                           | Великолепният век       | Номинирана |
| 2012   | Turkish Antalya Television Award                       | Best Drama Actress                     | Великолепният век       | Номинирана |
| 2012   | Aydın University Istanbul                              | Most Popular Series Actress            | Великолепният век       | Печели     |
| 2012   | Radikal Awards                                         | Best Actress                           | Великолепният век       | Печели     |
| 2012   | Andy-Ar Awards                                         | Best Actress of the Year               | Великолепният век       | Печели     |
| 2012   | Esenler 2012 Most Successful People Names              | Best Actress of the Year               | Великолепният век       | Печели     |
| 2013   | 11th Stars Award Ceremony                              | Most admired TV series Actress of 2012 | Великолепният век       | Печели     |
| 2013   | 20th İtBest Drama Actress Awards                       | Best Actress                           | Великолепният век       | Печели     |
| 2013   | Turkish Antalya Television Award                       | Best Drama Actress                     | Великолепният век       | Печели     |
| 2013   | 4th AyakliGazete.com Awards                            | Best Actress                           | Великолепният век       | Печели     |
| 2013   | Crystal Mouse Awards                                   | Best Actress                           | Великолепният век       | Печели     |